# Bassem Srarfi
Bassem Srarfi (Tunis, 25 juni 1997) is een Tunesisch voetballer die doorgaans uitkomt als rechtsbuiten. In juli 2025 verliet hij Club Africain. Srarfi maakte in 2018 zijn debuut in het Tunesisch voetbalelftal.

## Clubcarrière
Srarfi speelde achtereenvolgens in de jeugdopleiding van Stade Tunisien en Club Africain. Bij die laatste club zou hij ook zijn debuut in het eerste elftal maken. Op 20 november 2015 werd met 1–1 gelijkgespeeld op bezoek bij EGS Gafsa. De aanvaller mocht in de basis starten en hij speelde het gehele duel mee. In zijn vierde optreden voor de club, op 27 december van datzelfde jaar, tekende Srarfi voor zijn eerste professionele doelpunt. In een uitwedstrijd bij Hammam-Lif was hij na negenenvijftig minuten verantwoordelijk voor de vierde en laatste treffer van de wedstrijd. Hij trok de stand gelijk (2–2) en hierna werd niet meer gescoord. In de winterstop van het seizoen 2016/17 werd de Tunesiër aangetrokken door OGC Nice, dat circa anderhalf miljoen euro voor hem betaalde. In Zuid-Frankrijk ondertekende hij een verbintenis voor vierenhalf jaar. Drie jaar na zijn komst naar Zuid-Frankrijk werd Srarfi overgenomen door Zulte Waregem. In België tekende hij tot medio 2023. Medio 2022 werd in onderling overleg zijn contract ontbonden. Eem half seizoen later tekende hij bij Al-Arabi. In de zomer van 2023 keerde Srarfi terug naar Club Africain.

## Clubstatistieken
| Seizoen | Club          | Competitie      | Competitie | Competitie | Beker | Beker | Internationaal | Internationaal | Totaal | Totaal |
| Seizoen | Club          | Competitie      | Wed.       | Dlp.       | Wed.  | Dlp.  | Wed.           | Dlp.           | Wed.   | Dlp.   |
| ------- | ------------- | --------------- | ---------- | ---------- | ----- | ----- | -------------- | -------------- | ------ | ------ |
| 2015/16 | Club Africain | CLP 1           | 17         | 3          | 0     | 0     | —              | —              | 17     | 3      |
| 2016/17 | Club Africain | CLP 1           | 9          | 3          | 1     | 1     | 0              | 0              | 10     | 4      |
| 2016/17 | OGC Nice      | Ligue 1         | 5          | 0          | 0     | 0     | —              | —              | 5      | 0      |
| 2017/18 | OGC Nice      | Ligue 1         | 26         | 3          | 3     | 0     | 6              | 0              | 35     | 3      |
| 2018/19 | OGC Nice      | Ligue 1         | 22         | 1          | 3     | 0     | —              | —              | 25     | 1      |
| 2019/20 | OGC Nice      | Ligue 1         | 3          | 0          | 1     | 0     | —              | —              | 4      | 0      |
| 2019/20 | Zulte Waregem | Eerste klasse A | 4          | 0          | 0     | 0     | —              | —              | 4      | 0      |
| 2020/21 | Zulte Waregem | Eerste klasse A | 18         | 0          | 1     | 0     | —              | —              | 19     | 0      |
| 2021/22 | Zulte Waregem | Eerste klasse A | 14         | 0          | 0     | 0     | —              | —              | 14     | 0      |
| Totaal  | Totaal        | Totaal          | 118        | 10         | 8     | 1     | 6              | 0              | 132    | 11     |

Bijgewerkt op 1 juli 2025.

## Interlandcarrière
Srarfi maakte zijn debuut in het Tunesisch voetbalelftal op 23 maart 2018, toen met 1–0 gewonnen werd van Iran door een eigen doelpunt van Milad Mohammadi. Srarfi moest van bondscoach Nabil Maâloul op de reservebank starten en hij viel tien minuten voor tijd in voor Wahbi Khazri. De andere debutanten dit duel waren Yohan Benalouane (Leicester City), Ellyes Skhiri (Montpellier) en Saîf-Eddine Khaoui (ESTAC Troyes). Skhiri werd in juni 2018 door bondscoach Maâloul opgenomen in de selectie van Tunesië voor het wereldkampioenschap in Rusland. Op dit toernooi werd Tunesië al in de groepsfase uitgeschakeld. Van Engeland (1–2) en België (5–2) werd verloren, waarna Panama nog met 1–2 verslagen werd. Srarfi speelde alleen tegen Panama mee. Op 7 juni 2019 kwam hij voor het eerst tot scoren. Tegen Irak gaf hij eerst een assist op Khazri, waarna hij de voorsprong verdubbelde na een halfuur.
| Interlands van Bassem Srarfi voor Tunesië | Interlands van Bassem Srarfi voor Tunesië | Interlands van Bassem Srarfi voor Tunesië | Interlands van Bassem Srarfi voor Tunesië | Interlands van Bassem Srarfi voor Tunesië | Interlands van Bassem Srarfi voor Tunesië | Interlands van Bassem Srarfi voor Tunesië |
| №                                         | Datum                                     | Wedstrijd                                 | Uitslag                                   | Competitie                                | Goals                                     |                                           |
| Als speler bij OGC Nice                   | Als speler bij OGC Nice                   | Als speler bij OGC Nice                   | Als speler bij OGC Nice                   | Als speler bij OGC Nice                   | Als speler bij OGC Nice                   | Als speler bij OGC Nice                   |
| ----------------------------------------- | ----------------------------------------- | ----------------------------------------- | ----------------------------------------- | ----------------------------------------- | ----------------------------------------- | ----------------------------------------- |
| 1                                         | 23 maart 2018                             | Tunesië – Iran                            | 1 – 0                                     | Vriendschappelijk                         |                                           |                                           |
| 2                                         | 27 maart 2018                             | Tunesië – Costa Rica                      | 1 – 0                                     | Vriendschappelijk                         |                                           |                                           |
| 3                                         | 28 mei 2018                               | Portugal – Tunesië                        | 2 – 2                                     | Vriendschappelijk                         |                                           |                                           |
| 4                                         | 1 juni 2018                               | Turkije – Tunesië                         | 2 – 2                                     | Vriendschappelijk                         |                                           |                                           |
| 5                                         | 9 juni 2018                               | Spanje – Tunesië                          | 1 – 0                                     | Vriendschappelijk                         |                                           |                                           |
| 6                                         | 28 juni 2018                              | Panama – Tunesië                          | 1 – 2                                     | WK 2018                                   |                                           |                                           |
| 7                                         | 9 september 2018                          | Swaziland – Tunesië                       | 0 – 2                                     | AK 2019 kwalificatie                      |                                           |                                           |
| 8                                         | 13 oktober 2018                           | Tunesië – Niger                           | 1 – 0                                     | AK 2019 kwalificatie                      |                                           |                                           |
| 9                                         | 16 november 2018                          | Egypte – Tunesië                          | 3 – 2                                     | AK 2019 kwalificatie                      |                                           |                                           |
| 10                                        | 20 november 2018                          | Tunesië – Marokko                         | 0 – 1                                     | Vriendschappelijk                         |                                           |                                           |
| 11                                        | 22 maart 2019                             | Tunesië – Swaziland                       | 4 – 0                                     | AK 2019 kwalificatie                      |                                           |                                           |
| 12                                        | 7 juni 2019                               | Tunesië – Irak                            | 2 – 0                                     | Vriendschappelijk                         | 28'                                       |                                           |
| 13                                        | 17 juni 2019                              | Tunesië – Burkina Faso                    | 2 – 1                                     | Vriendschappelijk                         |                                           |                                           |
| 14                                        | 2 september 2019                          | Mauritanië – Tunesië                      | 0 – 0                                     | AK 2019 kwalificatie                      |                                           |                                           |
| 15                                        | 12 oktober 2019                           | Tunesië – Kameroen                        | 0 – 0                                     | Vriendschappelijk                         |                                           |                                           |

Bijgewerkt op 1 juli 2025.